# Under Burning Skies
Under Burning Skies er en amerikansk stumfilm fra 1912 af D. W. Griffith.

## Medvirkende
- Wilfred Lucas som Joe
- Blanche Sweet som Emily
- Christy Cabanne
- Alfred Paget
- Kate Toncray